# 林布语
林布语是林布族的语言，属于藏缅语族基兰特语支，有42万人使用，主要分布在尼泊尔东部发展区、锡金西县、印度西孟加拉邦大吉岭县。
林布语有自己的文字——林布字母。但是多数林布族人的尼泊尔文水平都高于他们的林布文水平。